# Marc Planus
Marc Planus (Bordéus, 7 de março de 1982) é um ex-futebolista francês que atuava como zagueiro.
Jogou toda sua carreira no Bordeaux, onde chegou em 1989 para jogar nas categorias de base, permanecendo até 2001.
Estreou profissionalmente em novembro de 2002, no jogo entre os Girondinos e o Rennes. Em 13 temporadas pelo Bordeaux, Planus jogou 381 partidas oficiais e marcou 9 gols. Preterido pelo técnico Willy Sagnol, o zagueiro confirmou a saída do clube em março de 2015, e desde então permanece inativo profissionalmente.
Pela Seleção Francesa de Futebol, disputou apenas um jogo, contra a Tunísia, além de ter disputado a Copa de 2010, sem jogar nenhuma das 3 partidas da equipe, que amargou a eliminação na fase de grupos.
Seu irmão, o ex-meio-campista Pierre Planus, também foi revelado pelo Bordeaux, mas não teve o mesmo destaque.